# Linia kolejowa Dresden-Klotzsche – Straßgräbchen-Bernsdorf
Linia kolejowa Dresden-Klotzsche – Straßgräbchen-Bernsdorf – lokalna linia kolejowa przebiegająca przez teren kraju związkowego Saksonia, w Niemczech. Łączy stacje Dresden-Klotzsche przez Königsbrück z dawną stacją Straßgräbchen-Bernsdorf (Oberlausitz).